# Come Out and Play (canção de Billie Eilish)
"Come Out and Play" é uma canção da cantora americana Billie Eilish, lançada em 20 de novembro de 2018, através da Darkroom e Interscope Records. Foi escrito por Eilish e seu irmão Finneas O'Connell, que também produziu a faixa. A faixa foi lançada ao lado de um comercial festivo da empresa de tecnologia Apple, para o qual fornece a trilha sonora. Ele chegou a vários países, incluindo Estados Unidos e Reino Unido, e alcançou o top 40 na Austrália, Nova Zelândia, Canadá e Irlanda. A música foi mais tarde incluída na edição japonesa de seu álbum de estréia When We All Fall Asleep, Where Do We Go? (2019), juntamente com "When I Was Older" do álbum de compilação Music Inspired by the Film Roma (2019).

## Composição e letra
A música é uma balada que começa com "algumas notas suaves da guitarra antes de Eilish chegar com vocais tão suaves que soa como uma canção de ninar" e inclui ainda um "ambiente nebuloso e percussão texturizada". Liricamente, a música mostra Eilish tentando implorar para que um amigo não se esconda mais, vinculando-se ao tema do comercial da Apple no qual a música é usada, intitulada "Compartilhe seus presentes".

## Histórico e versão
Eilish e seu irmão foram abordados pela Apple, que lhes enviou uma versão inicial de um comercial festivo intitulado "Férias - Compartilhe seus presentes". Os irmãos então escreveram a música com base no tema do anúncio. Foi gravado na casa dos pais usando um software de estúdio de gravação Mac e Logic Pro X. A faixa estreou na estação de rádio Beats 1.

## Créditos e equipe
Créditos adaptados do canal de Billie Eilish no YouTube.
- Billie Eilish  – composição, vocais
- Finneas O'Connell  – vocal de fundo, baixo, guitarra, percussão, piano, programação, engenharia, composição, produção
- Rob Kinelski  – mixagem
- John Greenham  – masterização em engenharia